# Wbeymar
Wbeymar Angulo Mosquera, meglio noto come Wbeymar (Quibdó, 6 marzo 1992), è un calciatore colombiano naturalizzato armeno, centrocampista del Malut Utd.

## Carriera

### Club
Ha giocato nella prima divisione colombiana ed in quella armena.

### Nazionale
Naturalizzato armeno, ha esordito in nazionale nel 2020.

## Statistiche

### Cronologia presenze e reti in nazionale
| Cronologia completa delle presenze e delle reti in nazionale ― Armenia | Cronologia completa delle presenze e delle reti in nazionale ― Armenia | Cronologia completa delle presenze e delle reti in nazionale ― Armenia | Cronologia completa delle presenze e delle reti in nazionale ― Armenia | Cronologia completa delle presenze e delle reti in nazionale ― Armenia | Cronologia completa delle presenze e delle reti in nazionale ― Armenia | Cronologia completa delle presenze e delle reti in nazionale ― Armenia | Cronologia completa delle presenze e delle reti in nazionale ― Armenia |
| Data                                                                   | Città                                                                  | In casa                                                                | Risultato                                                              | Ospiti                                                                 | Competizione                                                           | Reti                                                                   | Note                                                                   |
| ---------------------------------------------------------------------- | ---------------------------------------------------------------------- | ---------------------------------------------------------------------- | ---------------------------------------------------------------------- | ---------------------------------------------------------------------- | ---------------------------------------------------------------------- | ---------------------------------------------------------------------- | ---------------------------------------------------------------------- |
| 5-9-2020                                                               | Skopje                                                                 | Macedonia del Nord                                                     | 2 – 1                                                                  | Armenia                                                                | UEFA Nations League 2020-2021 - 1º turno                               | -                                                                      |                                                                        |
| 8-9-2020                                                               | Erevan                                                                 | Armenia                                                                | 2 – 0                                                                  | Estonia                                                                | UEFA Nations League 2020-2021 - 1º turno                               | 1                                                                      | 11’                                                                    |
| 11-10-2020                                                             | Erevan                                                                 | Armenia                                                                | 2 – 2                                                                  | Georgia                                                                | UEFA Nations League 2020-2021 - 1º turno                               | -                                                                      | 67’                                                                    |
| 14-10-2020                                                             | Tallinn                                                                | Estonia                                                                | 1 – 1                                                                  | Armenia                                                                | UEFA Nations League 2020-2021 - 1º turno                               | -                                                                      | 85’                                                                    |
| 18-11-2020                                                             | Erevan                                                                 | Armenia                                                                | 1 – 0                                                                  | Macedonia del Nord                                                     | UEFA Nations League 2020-2021 - 1º turno                               | -                                                                      | 46’                                                                    |
| 1-6-2021                                                               | Velika Gorica                                                          | Croazia                                                                | 1 – 1                                                                  | Armenia                                                                | Amichevole                                                             | 1                                                                      | 46’                                                                    |
| 5-6-2021                                                               | Solna                                                                  | Svezia                                                                 | 3 – 1                                                                  | Armenia                                                                | Amichevole                                                             | -                                                                      | 46’                                                                    |
| 5-9-2021                                                               | Stoccarda                                                              | Germania                                                               | 6 – 0                                                                  | Armenia                                                                | Qual. Mondiali 2022                                                    | -                                                                      | 46’                                                                    |
| 8-6-2022                                                               | Glasgow                                                                | Scozia                                                                 | 2 – 0                                                                  | Armenia                                                                | UEFA Nations League 2022-2023 - 1º turno                               | -                                                                      | 46’ 90+4’                                                              |
| 14-6-2022                                                              | Erevan                                                                 | Armenia                                                                | 1 – 4                                                                  | Scozia                                                                 | UEFA Nations League 2022-2023 - 1º turno                               | -                                                                      | 58’                                                                    |
| Totale                                                                 |                                                                        | Presenze                                                               | 10                                                                     |                                                                        | Reti                                                                   | 2                                                                      |                                                                        |

## Palmarès

### Club

#### Competizioni nazionali
- Coppa d'Armenia: 1

Ganjasar: 2017-2018